# Домань
Домань — деревня в Макарьевском районе Костромской области. Входит в состав Усть-Нейского сельского поселения.

## География
Находится в юго-восточной части Костромской области на расстоянии приблизительно 12 км на юг-юго-запад по прямой от районного центра города Макарьев у озера Доманьское на правобережье Унжи.

## История
Известна с 1872 года, когда здесь были отмечены 10 дворов, в 1907 году отмечено уже 19 дворов.

## Население
Постоянное население составляло 78 человек (1872 год), 89 (1897), 114 (1907), 17 в 2002 году (русские 88 %), 8 в 2022.